# باز رمادي البطن
باز رمادي البطن (الاسم العلمي: Accipiter poliogaster) هو نوع من جنس باز.